# Uniforme de la selección de fútbol de Guatemala
El uniforme de la selección de fútbol de Guatemala se ha caracterizado por llevar los colores azul y blanco, teniendo una franja horizontal de derecha a izquierda.
Guatemala usó su primera indumentaria para los Juegos Atléticos del Centenario de la Independencia de Centroamérica, donde jugó con las selecciones vecinas de Costa Rica, Honduras y El Salvador. Este uniforme fue totalmente blanco, contando con rayas negras en las medias.
La primera vez que Guatemala utilizó una franja horizontal, fue en los Juegos Centroamericanos y del Caribe de Barranquilla 1946, donde tuvo una pésima presentación y culminó en penúltimo lugar. Esta franja fue de izquierda a derecha, pero después cambió de derecha a izquierda y se mantiene tradicionalmente hasta la actualidad, aunque unos años se quitó este diseño y fue variando otros estilos.

## Uniforme titular
| 1921 | 1923 | 1930 | 1946-1950 | 1960-1961 | 1965 | 1967-1969 | 1968 | 1970 | 1972-1973 | 1973-1976 | 1977-1986 |

| 1987-1989 | 1996 | 2001 | 2004-2005 | 2005 | 2006-2008 | 2008-2010 | 2010-2011 | 2012-2020 | 2023-2025 | 2025 |

## Uniforme suplente
|  | 1963 | 1965-1969 | 1968 | 1971-1973 | 1975-1976 | 1976-1986 | 1987-1989 | 1991 | 1996 | 2001 |

| 2004-2005 | 2006-2008 | 2008-2010 | 2010-2011 | 2012-2020 | 2023 |

## Indumentaria
| Periodo   | Proveedor |
| --------- | --------- |
| 1980-1981 | Sportex   |
| 1981-1983 | Erima     |
| 1988-1989 | Pro-Specs |
| 1992-1994 | Erima     |
| 1996-1997 | Umbro     |
| 1997-1999 | Aba Sport |
| 1999-2003 | Atlética  |
| 2004-2006 | Adidas    |
| 2008-2010 | Puma      |
| 2010-2025 | Umbro     |